# اسوأ حالة

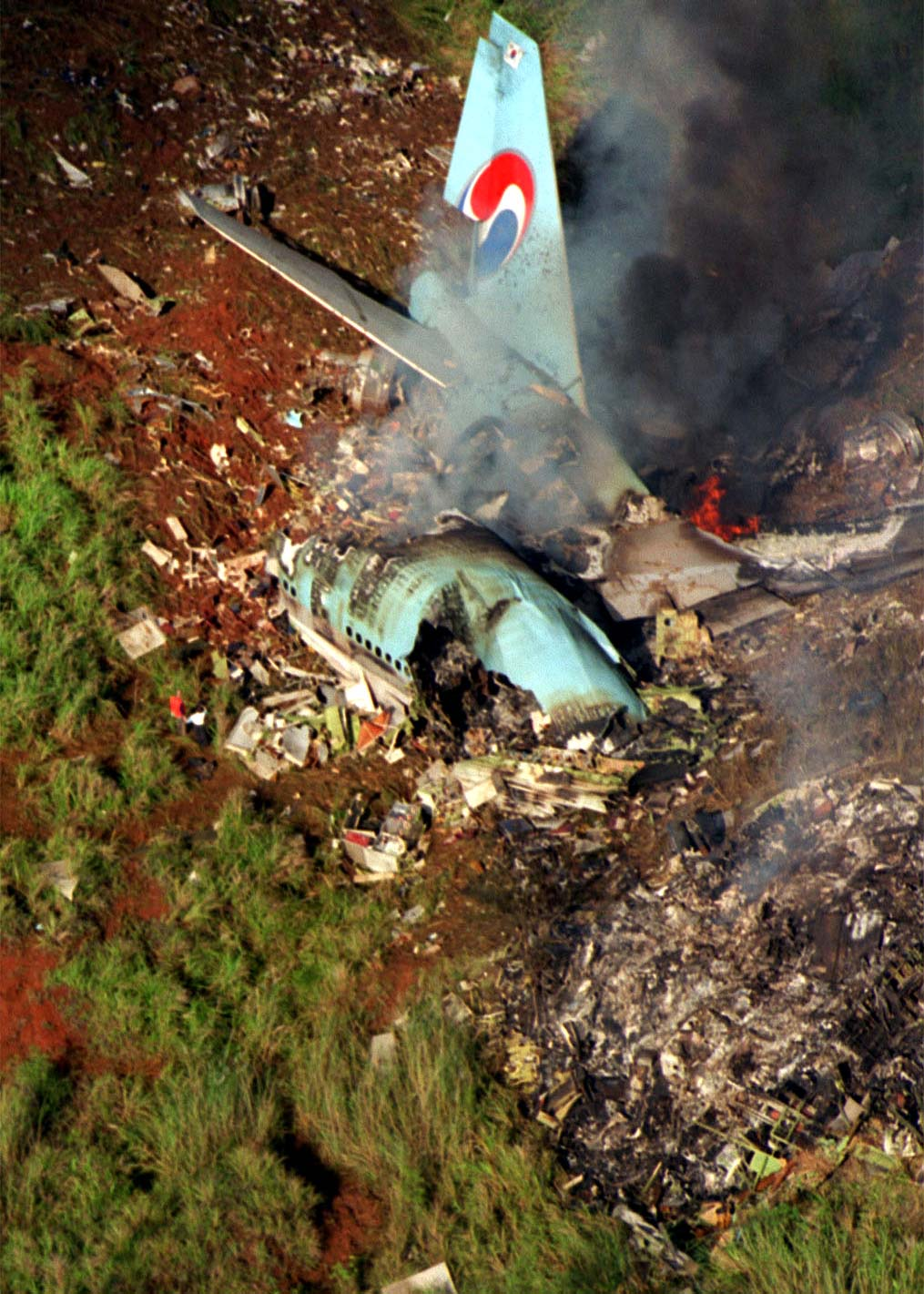
"أسوأ حالة" لشركات الطيران والركاب وشركات التأمين : تحطم طائرة الخطوط الجوية الكورية 801 في 6. أغسطس 1997

أسوأ حالة ( (بالألمانية: „schlechtester Fall“)‏ ( '''GAU''') هي الأنجليكانية لأسوأ أو أسوأ حدث (يمكن تصوره) worst case يمكن أن يحدث في المستقبل في موضوع معين.

## بصفة عامة
يمكن التعامل مع المستقبل من خلال التنبؤات ورؤيات (مثل التنبؤات الجوية والتنبؤات الاقتصادية ) بمساعدة طرق التنبؤ ( تحليل الرسم البياني واستقراء الاتجاه ونموذج الاتجاه ) أو النبوءات أو السيناريوهات أو اليوتوبيا أو الرؤى . يتم تصنيف الحالة الأفضل والمتوسطة والأسوأ على أنها فئات متدرجة مطورة بشكل منهجي للسيناريو. هم أحسن حالة ( (بالإنجليزية: best case)‏ ، أو سلبية  أسوأ حالة ( (بالإنجليزية: worst case)‏ ) أو حالة متوسطة ( (بالإنجليزية: middle case)‏ ) . هي تطورات العوامل المؤثرة الفردية لسيناريو متطرف للفترة قيد الدراسة. و"أسوأ حالة" هي أسوأ حالة يمكن أن تحدث في السيناريو.
اتخذ هذا المصطلح أسوأ حالة في الألمانية GAU للتعبير عن حالة خروج مفاعل نووي عن التحكم ، بمعنى انفجار المفاعل النووي بما له من عواقب شديدة الخطورة على السكان.
أحد الافتراضات الشائعة حول احتمال حدوث "أسوأ حالة" هو قانون مورفي : "أي شيء يمكن أن يسوء ، سوف يخطئ.

## مجالات التطبيق
توجد سيناريوهات الميول التقنية مع فئات أفضل الحالات والمتوسطة وأسوأها في المقام الأول في تحليل السيناريوهات وتكنولوجيا المعلومات والتكنولوجيا و قطاع الأعمال.

### تحليل السيناريو
كخطوة أولى في تحليل السيناريو ، يتم تحديد عناصر التسلسل الهرمي ، والتي يجب أن تمثل خصائصها السيناريو تحت الفحص. عادة يتم تحديد أسوأ وأفضل قيمة ممكنة هنا ، والتي ينتج عنها السيناريوهات المتطرفة "أسوأ حالة" و "أفضل حالة". كلتا القيمتين المتطرفتين تحدد نطاق الاتجاهات المستقبلية ويجب تزويدهما باحتمالات الحدوث . في "أسوأ الحالات" تكون "البجعة السوداء" schwarze Schwan هي أقل احتمال لحدوث حدث ما.
تقنية السيناريو لديها ثلاثة احتمالات لتطوير صور للمستقبل (سيناريوهات) ، وهي مسار السيناريو الأكثر تفاؤلاً وتطرفًا ("أفضل حالة") ، والسيناريو الأسوأ المتشائم ("أسوأ حالة") وسيناريو الاتجاه الذي يقع بينهما ("الحالة الوسطى") مما تؤدى إلى مسار سيناريو معين :</br></img>

### الاقتصاد
في مجال الأعمال ، تعتبر "الحالة الأسوأ" معيارًا مهمًا في عمليات صنع القرار . عند اتخاذ القرار يجب أن يكون صانع القرار أيضًا على دراية بأكثر المواقف غير المواتية التي قد تؤثر على قراره. يمكن أن تساعد إدارة المخاطر في تحديد حالة ''' "أسوأ الحالات" ''' هذه. يجب أن تضمن أنه بالإضافة إلى تحليل المخاطر وخطط الطوارئ ؛ و هناك أيضًا إدارة للأزمات لاستعادة القدرة الكاملة على الكسب كنتيجة لـ "أسوأ الحالات". في سياق تحليل المخاطر من السهل نسبيًا استخدام العصف الذهني (التفكير العميق) لمعرفة المتغيرات أو الموارد المؤثرة التي تعتبر بالغة الأهمية ويمكنها أن تمنع هدف تخطيط محدد. يمكن سرد المخاطر في مصفوفة احتمالات ، ويمكن التنبؤ باحتمالية حدوثها ويمكن تقييم درجة تأثير سيناريو فرعي قد يحدث هو الأخر.
دراسة "الحالة الأسوأ" تكون مناسبة لمنع عدم تحقيق الأهداف المحددة ( الهدف الشخصي ، هدف الشركة ، الهدف الوطني ).
غير البنوك
ضمن ثقافة المخاطر يجب على غير البنوك أيضًا التفكير في أحداث الضرر المحتملة التي لم تحدث بعد والتي تتجاوز مجال الخبرة ، حيث يجب أيضًا تحليل حالات "أسوأ الحالات" ، ويجب أن يكون احتمال حدوث حدث نادر أو أحداث نادرة مُقدَّر.
الأعمال المصرفية والتأمينات
يشار إلى تطورات السوق في الأسواق المالية ( البورصة ، وسوق الصرف الأجنبي ، وسوق المال ، وسوق رأس المال ، وسوق التأمين ) ذات الاتجاهات السلبية للغاية باسم "أسوأ الحالات" والسيناريو الذي يغطيها على أنه "أسوأ سيناريو". الحد الأقصى للخسارة ( (بالألمانية: „maximaler Wertverlust“)‏ ) مقياس للمخاطر في البنوك يقيس أعلى خسارة في الأسعار ، خاصة بالنسبة للأسهم ، والتي يمكن للمستثمر تحقيقها في "أسوأ الحالات" (الشراء بأعلى سعر ، والبيع بأقل سعر). تعرف صناعة التأمين الحد الأقصى المحتمل للضرر ( (بالإنجليزية: possible maximum loss)‏ ) ، والتي في حالة التأمين على الممتلكات هي أضرار تلحق بالممتلكات والتي يجب حسابها بتقدير حذر في حالة وقوع حدث مؤمن عليه، مع مراعاة جميع ظروف المخاطر غير المواتية ولكن ليست شديدة الخطورة.
اختبارات الإجهاد Stresstests هي تحليلات سيناريوهات حتمية ، يخضع لها قطاع البنوك والتأمين على أساس دوري من قبل السلطات الإشرافية للبنوك والتأمين. عند القيام بذلك يتم دمج بيانات الشركة والسوق من الماضي مع القيم المتوقعة لتطور السوق في المستقبل ، حيث يُقصد من "أسوأ الحالات" المضمنة افتراضيًا إظهار قدرة استيعاب الضغط ( القدرة على تحمل المخاطر ) للشركة.

### علوم الكمبيوتر والمعلوماتية
في علوم الكمبيوتر ، تصف "الحالة الأسوأ" الحالة التي تتطلب فيها خوارزمية معينة أو بنية بيانات معينة حدًا أقصى من المورد قيد الدراسة ، مثل وقت التشغيل أو حجم الذاكرة . في نظرية التعقيد ، عادة ما يتم تصنيف المشكلات على أساس "الحالة الأسوأ" لأفضل خوارزمية مقابلة ممكنة.

### في التكنولوجيا
بشكل عام ، في جميع التخصصات التقنية ، يشار إلى تطابق جميع الأجزاء الفردية الأسوأ مع التسامح الأكثر ضررًا للوظيفة باسم "الحالة الأسوأ". لذلك فإن تحليل التسامح يأخذ في الاعتبار تفاعل جميع التفاوتات داخل التصميم. يمكن عرض المتغيرات بطرق مختلفة ، على سبيل المثال ، من المنطقي معالجة درجة الحرارة كمتغير في حيز معين ؛ يمكن أن تحدث "أسوأ حالة" واقعية خلال الفترة الزمنية بأكملها - ولكن ليس خارجها. للمتغيرات الإحصائية (على سبيل المثال ، في حالة [[توزيع طبيعي|التوزيع الطبيعي]]) لا توجد حدود ثابتة. تنشأ هذه الحالة فقط إذا كان معدل الخروج عن الطبيعي (على سبيل المثال  1 جزء في المليون ) يجب أن يكون مضمونا. في تكنولوجيا المعلومات ، يعتبر فشل النظام "أسوأ حالة".
مصطلح مشابه لـ "أسوأ حالة" هو "GAU" ( أكبر حادث يمكن افتراضه) ، والذي يستخدم بشكل أساسي في حالة حوادث التصميم في محطات الطاقة النووية .

## قطاع الصحة
وفقًا لقسم أبقراط ، يجب على الأطباء أولاً فحص المريض لمعرفة أسوأ حالة للمرض سريرية عند إجراء التشخيص . إذا لم تنطبق الأعراض على هذا ، فيجب فحص الحالة الأسوأ التالية. لأن الطبيب يجب أن يشفي المريض إن أمكن ( (باللاتينية: benefacere)‏ ) ولا يؤذيه ( (باللاتينية: nihil nocere)‏ ).
فيما يتعلق بالأوبئة أو انتشار وباء ، تدرس السلطات الصحية أسوأ السيناريوهات لتفادي انتشار العدوى وطرق مكافحتها .

## انظر ايضا
- افتراض متحفظ

## التفاصيل
1. ↑  Hermann May/Claudia Wiepcke (Hrsg.), Lexikon der ökonomischen Bildung, 2012, S. 606 نسخة محفوظة 2021-04-12 على موقع واي باك مشين.
2. ↑  Alfred Kyrer, Wirtschaft von A bis Z, 2010, S. 131 نسخة محفوظة 2021-04-12 على موقع واي باك مشين.
3. ↑  Mark Hübner-Weinhold/Manfred Klapproth, Leadership by Game of Thrones, 2019, S. 276 نسخة محفوظة 2021-04-12 على موقع واي باك مشين.
4. ↑  Stephan Lifka, Entscheidungsanalysen in der Immobilienwirtschaft, 2009, S. 75 نسخة محفوظة 2021-04-12 على موقع واي باك مشين.
5. ↑  Rainer Großklaus, Neue Produkte einführen, 2008, S. 137 f. نسخة محفوظة 2021-04-12 على موقع واي باك مشين.
6. ↑  Yossi Sheffi, Worst-case-Szenario, 2006, S. 8 نسخة محفوظة 2021-04-12 على موقع واي باك مشين.
7. ↑  Deutsches Komitee Katastrophenvorsorge (Hrsg.), Risikomanagement als Konzept zur Risikominderung am Beispiel der überflutungsgefährdeten Räume Schleswig-Holsteins, 2004, S. 16
8. ↑  Hans E. Büschgen, Das kleine Börsen-Lexikon, Artikel Derivat-Marktpreisrisiko, 2012, o. S. نسخة محفوظة 2022-08-11 على موقع واي باك مشين.
9. ↑  Hans E. Büschgen, Das kleine Börsen-Lexikon, Artikel Maximum-Drawdown, 2012, o. S.
10. ↑  Daniela Uhlmann, Solvency II – eine große Herausforderung für die Versicherungswirtschaft?, 2014, S. 26
11. ↑  Clemens H. Cap, Theoretische Grundlagen der Informatik, 1993, S. 235 نسخة محفوظة 2021-04-12 على موقع واي باك مشين.
12. ↑  Werner Bächtold, Mikrowellentechnik, 1999, S. 103 نسخة محفوظة 2021-04-12 على موقع واي باك مشين.
13. ↑  Charles Lichtenthaeler, Der Eid des Hippokrates, Ursprung und Bedeutung, 1984, S. 46 ff.; ISBN 9783769100884
14. ↑  Patrick Haas, Pandemie 3.0: Eine historische Zäsur und der Verlust unserer Mündigkeit, 2022, S. 146 نسخة محفوظة 2022-08-17 على موقع واي باك مشين.